# Andreas Olsen
Andreas Schram Olsen, född 16 februari 1791 i Bergen, död 3 april 1845 i Larvik, var en norsk jurist och författare. Han var far till Rolf Olsen.
Olsen, slutligen sorenskriver i Larvik, representerade 1830 Bergen, 1833 Larvik i Stortinget, där han bägge åren var president i Lagtinget, och avböjde återval 1836. Han lämnade en mängd övervägande versifierade bidrag till tidskriftspressen och utgav diktsamlingarna Vaarblomsten (1814) och Digte (1816).